# Hawker Hotspur
Hawker Hotspur byl prototyp britského stíhacího letounu vybavený čtyřkulometnou střeleckou věží Boulton Paul. Vznikl úpravou z lehkého bombardéru Hawker Henley v odpověď na specifikace Air Ministry F.9/35, které požadovaly stroj vybavený motoricky otáčenou věží, který by nahradil typ Hawker Demon.

## Vznik a vývoj
Letoun, podobně jako Henley, užíval vnější části křídel z Hawkeru Hurricane. V roce 1937 byl vyroben jeden prototyp, jemuž bylo přiděleno sériové číslo K8309 a vyzbrojen čtyřmi kulomety Browning ráže 7,7 mm v otočné věži Boulton Paul na hřbetě trupu a jedním synchronizovaným kulometem Vickers v přední části trupu. Dokončení prototypu bylo zpožděno až do roku 1938, kdy již létal konkurenční Boulton Paul Defiant. Hotspur poprvé vzlétl 14. června 1938, vybaven pouze dřevěnou maketou věže a balastem simulujícím hmotnost výzbroje.

## Zkoušky a hodnocení
Jelikož firma Hawker byla vytížena výrobou Hurricanů, a Gloster vyráběl Henleye, neexistovala dodatečná výrobní kapacita pro sériovou výrobu dalšího typu, a plány sériové produkce byly opuštěny. Z prototypu byla odstraněna maketa věže a nahrazena aerodynamickým krytem. Nebyla zahájena ani výroba společností Avro podle specifikací 17/36 a prototyp byl až do roku 1942 užíván v Royal Aircraft Establishment v rámci různých zkušebních programů konfigurací klapek a brzd pro střemhlavý let.

## Specifikace
Údaje podle publikace Hawker Aircraft since 1920

Nákres Hawkeru Hotspur (bez instalované výzbroje)

### Technické údaje
- Posádka: 2 (pilot a střelec)
- Délka: 10,02 m (32 stop a 10½ palců)
- Rozpětí: 12,34 m (40 stop a 6 palců)
- Výška: 4,22 m (13 stop a 10 palců)
- Nosná plocha: 31,8 m² (342 čtverečních stop)[5]:s.270
- Prázdná hmotnost: 2 630 kg (5 800 lb)
- Maximální vzletová hmotnost: 3 470 kg (7650 lb)
- Pohonná jednotka: 1 × dvanáctiválcový vidlicový motor Rolls-Royce Merlin II
- Výkon pohonné jednotky: 1038 hp (768 kW)

### Výkony
- Maximální rychlost: 510 km/h (275 uzlů, 316 mph)
- Dostup: 8 500 m (28 000 stop)

### Výzbroj
- 4 × kulomet Browning ráže 7,7 mm v otočné věži Boulton-Paul
- 1 × kulomet Vickers ráže 7,7 mm v trupu